# أبو العباس أحمد بن عمر القرطبي
الإمام الفقيه المحدّث أبو العباس ضياء الدين أحمد بن عمر بن إبراهيم بن عمر الأنصاري الأندلسيّ القرطبي المالكي، ولد سنة 578 هـ في قرطبة، وعُرف بابن المزيِّن. رحل مع أبيه من الأندلس وهو صغير، إلى فاس وتلمسان، ثم الإسكندرية، والمدينة ومكة، والقدس.

## شيوخه
أبو الحسن علي بن محمد اليحصبي، أبو محمد عبد الله بن سليمان بن حوط الله، أبو إبراهيم عوض بن محمود تقي الدين، أبو الحسين مرتضى بن العفيف المقدسي، أبو الفضل بن الحباب، أبو ذر بن محمد بن مسعود الخشني، أبو الصبر أيوب بن محمد الفهري البتي، أبو القاسم عبد الرحمن بن عيسى بن الملجوم الأزدي، أبو عبد الله محمد بن عبد الرحمن التجيبي.

## تلاميذه
أبو عبد الله محمد بن أحمد بن فرح القرطبي، أبو محمد عبد المؤمن بن خلف الدمياطي، أبو الحسن بن يحيى القرشي.

## مؤلفاته
1. المفهم لما أشكل من تلخيص كتاب مسلم.[3]
2. تلخيص صحيح مسلم.
3. مختصر البخاري.
4. كشف القناع عن حكم مسائل الوجد والسماع.
5. كتاب شرح التلقين.
6. كتاب في أصول الفقه.
7. جزء حديثي في إظهار إدبار من أباح الوطأ في الأدبار. وغيرها.
8. زجر المفتري على أبي الحسن الأشعري. قال الإمام تاج الدين السبكي في كتابه طبقات الشافعية الكبرى: "وهذه الرسالة صنفها الإمام العلامة ضياء الدين أبو العباس أحمد بن محمد بن عمر بن يوسف بن عمر بن عبد المنعم القرطبي، وقد وقع في عصره من بعض المبتدعة هجو في أبي الحسن فألفها، ردا على الهاجي المذكور، وبعث بها إلى شيخ الإسلام تقي الدين أبي الفتح ابن دقيق العيد، إمام أهل السنة، وقد كانت بينهما صداقة، ليقف عليها، فوقف عليها وقرظها بما سنحكيه بعد الانتهاء منها. وهي:[4]

أين حطت مطايا هذا الجاهل الغبي، والمبطل الغوي، والملحد البدعي:

## وفاته
توفي أبو العباس القرطبي في الرابع من ذي القعدة من عام 656هـ, ودفن بالإسكندرية.